# Трирутенийгептадекабериллий
Трирутенийгептадекабериллий — бинарное неорганическое соединение
рутения и бериллия
с формулой Be17Ru3,
кристаллы.

## Получение
- Сплавление стехиометрических количеств чистых веществ в инертной атмовфере:

{\displaystyle {\mathsf {3Ru+17Be\ {\xrightarrow {1480^{o}C}}\ Be_{17}Ru_{3}}}}

## Физические свойства
Трирутенийгептадекабериллий образует кристаллы
кубической сингонии, пространственная группа I m3, параметры ячейки a = 1,1337 нм, Z = 8
.